# Abandoned Places 2
Abandoned Places 2 (přeloženo do češtiny Opuštěná místa 2) je RPG počítačová hra (podžánr „dungeon“) z roku 1993 ze série Abandoned Places maďarské vývojářské firmy ArtGame pro platformu Amiga. O vydání se postarala britská firma International Computer Entertainment (I.C.E.). Hra ve verzi pro Amigu vyšla na 5 disketách, součástí byly i diskety pro ukládání herních pozic, pokud počítač neměl vlastní harddisk. Jde o sequel prvního dílu nazvaného Abandoned Places: A Time for Heroes z roku 1992. Ovládá se myší a klávesnicí, herní mód je singleplayer (program nepodporuje zapojení více hráčů).

## Hratelnost
Abandoned Places 2 je krokovací dungeon (tzn. pohyb party není plynulý, ale odehrává se po skocích ve čtvercích), v němž hráč ovládá družinu 4 postav. Ta prochází rozsáhlým herním světem, v němž se střetává s četnými nepřátelskými postavami, nachází všelijakou výbavu a peníze, řeší logické hádanky a snaží se vyhnout nastraženým pastím. Na rozdíl od prvního dílu probíhá herní interakce ve druhém pokračování kompletně z hráčova pohledu (resp. jeho družiny - tzv. First Person Perspective). Boje neprobíhají na tahy, ale v reálném herním čase (tedy Real Time) obdobně jako u klasiky podžánru, hry Dungeon Master firmy FTL Games. Prostředí je pestré, od venkovních rozlehlých prostor po města a nechybí ani podzemní labyrinty, kobky a sklepení.
Důležitou položkou je jídlo (food), je třeba ji sledovat a jídlo průběžně doplňovat. Jak postavy podstupují boje a kouzlení, získávají zkušenosti a po čase se jim zvyšuje úroveň (level), což je klasické schéma her typu dungeon.
Hráč si položkou Create Party navolí svoji družinu 4 hrdinů. Na výběr jsou povolání:
- Bojovník (Fighter) - nedokáže kouzlit, ale má extra bonusy pro nemagické útoky
- Mág (Mage) - většinu zbraní nedokáže využít, ale je schopen ovládat mocnou magii. Mágové se navíc dělí do podtříd:
  - Nekromancer (A necromancer) - ovládá nekromantickou sféru, zaměřený hlavně na léčivá kouzla
  - Zaklínač (A conjurer) - ovládá sféru elementů, zaměřený především na útočná kouzla
  - Čaroděj (A voider) - ovládá kosmickou sféru, mix předchozích dvou

## Příběh
Děj se odehrává 400 let poté, co čtyři hrdinové Kalynthie zneškodnili temného prince Bronagha (události z prvního dílu). Pendugmalhe, stvořitel Bronagha, se vrací, aby se pomstil království Kalynthia a jeho lidu za smrt svého chráněnce. Jedinou záchranou je návrat dávných hrdinů. Existuje pradávná legenda o vznešeném řádu známém jako Ancient Order of Arbitrion vedeném mocným hrdinou Dowegenem. Bylo řečeno, že dávní hrdinové Kalynthie mohou být přivedeni do světa pouze kouzelným mečem života zvaným Kuhark. Ten může být vyvolán zpět pouze řádem. Přímí potomkové Dowegena a představitelé řádu vědí, že jedinou nadějí pro Kalynthii je návrat dávných hrdinů. Členové řádu se sejdou a pokusí se vyvolat meč života, což se nakonec zdaří. Je na hráči, aby s jeho pomocí vybral družinu odvážných hrdinů, kteří střetnou s Pendugmalhem a jeho přisluhovači.

## Kritika
Zde je uvedeno hodnocení hry některými počítačovými časopisy a periodiky:
| Udělil                   | Skóre  |
| ------------------------ | ------ |
| Amiga Action             | 84 %   |
| Amiga Computing          | 79 %   |
| Amiga Force              | 40 %   |
| Amiga Format             | 87 %   |
| Amiga Power              | 58 %   |
| Amiga User International | 89 %   |
| Amiga Joker              | 66 %   |
| Amiga Magazine           | 7,5/10 |
| CU Amiga                 | 87 %   |